# Kuchis dgeebi
Kuchis dgeebi é um filme de drama georgiano de 2010 dirigido e escrito por Levan Koguashvili. Foi selecionado como representante da Geórgia à edição do Oscar 2011, organizada pela Academia de Artes e Ciências Cinematográficas.

## Elenco
- Guga Kotetishvili - Chekie
- Zura Begalishvili - Lado
- Gaga Chikhladze - Gurami
- Eka Chkheidze - esposa de Zaza
- Levan Jividze - Vaso
- Paata Khetaguri - Ero
- Dato Kinghuradze - Maca
- Giorgi Kipshidze - Jaba
- Rusiko Kobiashvili - Nini
- Zaza Kolelishvili - Sano
- Irakli Loladze - Givi
- Nikoloz Marri - Nika
- Tamriko Melikishvili - Luiza
- Irakli Ramishvili - Ika
- Zaza Salia - Tengo
- Zura Sharia - Zaza Cheishvili
- Merab Yolbaia - Dito